# Barry Atsma
Barry Atsma (Bromley, Londen, 29 december 1972) is een Nederlands acteur.

## Levensloop
Het gezin Atsma verhuisde vele malen, omdat de vader in het buitenland werkte voor het Nederlands/Britse bedrijf Unilever. Daardoor bracht Barry Atsma zijn jeugd door in Engeland, Griekenland, Brazilië en Nederland. Hij studeerde aanvankelijk rechten maar stapte al snel over naar de Toneelschool in Utrecht, waar hij in 1996 afstudeerde.
Bij het grote publiek werd hij bekend door zijn hoofdrol in de televisieserie Rozengeur & Wodka Lime (2001-2005). Verder was hij op televisie onder meer te zien in de serie Voetbalvrouwen (vanaf 2007). Van 2002 tot 2012 maakte Atsma deel uit van Toneelgroep Amsterdam, niet alleen als acteur maar ook als regisseur. Hij speelde tevens in buitenlandse filmproducties, zoals Hector and the Search for Happiness (2014).
In 2009 speelde Atsma de rol van Stijn in Komt een vrouw bij de dokter, de verfilming van de gelijknamige bestseller van Kluun. In 2010 ontving hij hiervoor een Gouden Kalf, alsmede een Rembrandt Award. Hij speelde hoofdrollen in onder meer de bioscoopfilms Knielen op een bed violen (als de godsdienstwaanzinnige bloemenkweker, 2016) en Bankier van het verzet (als de verzetsheld en bankier Walraven van Hall, 2018).
In 2017 en 2018 speelde hij een van de hoofdrollen in de misdaadserie Klem, op de televisie uitgezonden door BNNVARA. Hij vertolkte hierin een directeur MKB van de Belastingdienst Hugo Warmond, een weduwnaar met twee dochters, die zich desondanks in de wereld van de misdaad stort.
Atsma is ambassadeur van het Wilhelmina Kinderziekenhuis in Utrecht en zet zich in voor kinderen met het syndroom van Down. Hij heeft vier dochters, twee met zijn vorige partner en twee met zijn huidige vriendin Noortje Herlaar.

## Filmografie
| Film      | Film                                | Film                        | Film |
| Jaar      | Productie                           | Rol                         | Opmerkingen |
| --------- | ----------------------------------- | --------------------------- | --- |
| 2002      | Rita Koeling                        | Freddy                      | Tv-film |
| 2003      | De Passievrucht                     | Schilder                    | |
| 2004      | Bos is Back                         | Triple W                    | |
| 2004      | Le ciambelle                        | Gastheer                    | |
| 2005      | Lepel                               | Max                         | |
| 2006      | Ik omhels je met 1000 armen         | Barman                      | |
| 2006      | Nachtrit                            | Rechercheur Nijdam          | |
| 2007      | Hotel Paradijs                      | Christiaan                  | |
| 2007      | HannaHannah                         | Wim                         | Tv-film |
| 2008      | Morrison krijgt een zusje           | Steven                      | |
| 2008      | Ooit                                | Jos                         | Tv-film |
| 2009      | Amsterdam                           | Pedofiel                    | Tv-film |
| 2009      | De Storm                            | Aldo Hendriks               | |
| 2009      | Nagelaten                           | Erik                        | |
| 2009      | Komt een vrouw bij de dokter        | Stijn                       | |
| 2010      | Zwart water                         | Paul                        | |
| 2010      | Loft                                | Matthias                    | |
| 2012      | Taped                               | Johan                       | |
| 2012      | Quiz                                | Leo                         | |
| 2013      | Nijntje de film                     | vader pluis                 | stem |
| 2013      | Mannenharten                        | Dennis                      | |
| 2014      | Kenau                               | Ripperda                    | |
| 2014      | Lucia de B.                         | Jaap van Hoensbroeck        | |
| 2014      | In jouw naam                        | Ton                         | |
| 2014      | Hector and the Search for Happiness | Michael                     | |
| 2015      | Michiel de Ruyter                   | Johan de Witt               | |
| 2015      | Mannenharten 2                      | Dennis                      | |
| 2016      | Knielen op een bed violen           | Hans                        | |
| 2017      | The Hitman's Bodyguard              | Moreno                      | |
| 2017      | Die letzte Spur                     |                             | Tv-film |
| 2017      | HHhH                                | Karl Hermann Frank          | The Man With the Iron Heart |
| 2018      | Bankier van het verzet              | Walraven van Hall           | |
| 2020      | Engel                               | Vader Engel                 | |
| 2023      | Klem                                | Hugo Warmond                | |
| Televisie |                                     |                             | |
| Jaar      | Productie                           | Rol                         | Opmerkingen |
| 1993      | Bureau Kruislaan                    | Bob Voskuil jr.             | 1 aflevering |
| 1993      | Goede tijden, slechte tijden        | Philip Harinxma             | 4 Afleveringen (508-513) |
| 1999      | Baantjer                            | Jelle van Delft             | Afl. De Cock en de pianomoord |
| 2000      | Ben zo terug                        | Rick                        | Afl. Positief denken |
| 2001–2005 | Rozengeur & Wodka Lime              | Bob Ensink                  | |
| 2002      | Baantjer                            | Vincent                     | Afl. De Cock en de moord in Club Exotica |
| 2005–2006 | Waltz                               | Felix Waltz                 | |
| 2006      | Fok jou!                            | Frans                       | Miniserie |
| 2006      | De Afdeling                         | Anton                       | Afl. A Perfect Match |
| 2007–2008 | Voetbalvrouwen                      | Jeffrey Woesthoff           | |
| 2007      | Willemspark                         | Tenniscoach                 | Afl. Plankje Afl. Borsten Afl. Die Gedanken sind frei Afl. Annabel in mineur Afl. Rijstkorrel Afl. Rijkeluis Afl. Haute cuisine Afl. Valentijn |
| 2007      | Gooische Vrouwen                    | Stag Hartman                | Afl. Aflevering 3.1 Afl. Aflevering 3.2 Afl. Aflevering 3.3                                                                                    |
| 2007      | De Prins en het Meisje              | Constantijn der Nederlanden | Miniserie |
| 2010      | Zenderstem Net5                     | onzichtbare rol             | |
| 2011      | Hart tegen hard                     | Paul Smit                   | |
| 2013      | Van Gogh; een huis voor Vincent     | Vincent van Gogh            | Miniserie |
| 2014      | Down voor dummies                   | Presentator                 | Serie afleveringen over drie meiden met het downsyndroom                                                                                       |
| 2015      | Penoza                              | Maik Kneefel                | 7 Afleveringen in seizoen 4 |
| 2015      | Episodes                            | Nederlandse programmamaker  | Afl. Episode Three Afl. Episode Nine |
| 2016      | Sinterklaasjournaal                 | Meester                     | |
| 2017–2020 | Klem                                | Hugo Warmond                | |
| 2018      | The Split                           | Christie Carmichael         | |
| 2018      | Bad Banks                           | Gabriel Fenger              | Duits-Luxemburgse serie |
| 2019      | Tatort - Das Monster von Kassel     | Maarten Jansen              | Duits-Krimi serie |
| 2020      | Lieve Mama                          | Lex van der Ven             | |
| 2021      | Du Sollst Nicht Lügen               | Hendrik Voss                | Duitse Krimi serie |
| 2021      | Make Up Your Mind                   | Bobbi Bambam                | Drag show |